# Patrick Forterre
Patrick Forterre, né le 21 août 1949 à Paris, est un chercheur en biologie, professeur d'université et écrivain scientifique français. Il a été chef d’unité et Professeur à l’Institut Pasteur,.
Il est reconnu pour ses travaux sur les Archaea, les virus et l'évolution du vivant.

## Biographie
À l'âge de 17 ans, il découvre la biologie moléculaire en lisant l'ouvrage de vulgarisation Les Origines de la vie de Joël de Rosnay.
Dès 1983, Forterre est le premier savant en France à avoir étudié les archéobactéries.
En 1988, il devient responsable d'une équipe de recherche à l'Institut de Génétique et de Microbiologie (IGM) à Orsay et dirige des recherches sur les Archaea, le nouveau domaine du vivant découvert en 1977 et renommé en 1990 par Carl Woese.
Il participe à la 11e conférence internationale sur l'origine de la vie, organisée par l'International Society for the Study of the Origin of Life (ISSOL) à Orléans du 7 au 12 juillet 1996,. Immédiatement après, il est l'organisateur d'un colloque, tenu à la Fondation des Treilles du 18 au 24 juillet 1996, sur la nature du dernier ancêtre commun à tous les êtres vivants actuels.
Par des travaux publiés en 1995 et en 1999, le chercheur français s'est fait le champion de la théorie d'un dernier ancêtre commun universel mésophile (adapté à un milieu tempéré), à partir duquel les organismes thermophiles archéens et bactériens auraient évolué par un processus de thermoréduction.
En 2004, il intègre l'Institut Pasteur en tant que directeur de la microbiologie.
Avec Céline Brochier et Simonetta Gribaldo, il co-organise le colloque « LUCA, 10 ans après », tenu du 4 au 9 septembre 2006 à la Fondation des Treilles.
Patrick Forterre est particulièrement connu pour ses théories sur l'évolution et ses prises de position sur la reconnaissance des virus en tant qu'êtres vivants à part entière,. Le biologiste considère que les virus pourraient représenter les premiers « organismes à ADN »,,.
Il intervient en tant que scientifique dans le film documentaire Espèces d'espèces, réalisé en 2008.
Il donne la 667e conférence de l’Université de tous les savoirs le 16 juin 2008,.
Il est coorganisateur du colloque « LUCA, ses contemporains et leurs virus, 20 ans après », tenu du 9 au 14 mai 2016 à la Fondation des Treilles.

## Théories scientifiques

### LUCA
- Last Universal Common Ancestor

## Publications

### Ouvrages
- Patrick Forterre, Microbes de l'enfer, Belin, Pour la science, Paris, 2007, 250 p.  (ISBN 978-2-7011-4425-2)

### Articles scientifiques
- 2005 : Patrick Forterre, Simonetta Gribaldo et Céline Brochier : « Luca : à la recherche du plus proche ancêtre commun universel », Médecine / Sciences, vol. 21, n°10, 2005, pp. 860–865
- 2008 : Simonetta Gribaldo, Patrick Forterre et Céline Brochier-Armanet : « Les Archaea : évolution et diversité du troisième domaine du vivant », Bull. Soc. Fr. Microbiol., vol. 23, n°3, 2008, pp.137–145.

- 2013 : Patrick Forterre, « Les virus à nouveau sur le devant de la scène », Biologie Aujourd’hui, Société de biologie, vol. 207, no 3,‎ 13 décembre 2013, p. 153-168 DOI 10.1051/jbio/2013018

- 2016 : Patrick Forterre, « La cellule virale rouage de la vie », Pour la Science, no 469 « Le nouveau monde des microbes »,‎ novembre 2016, p. 42-49 (lire en ligne), disponible sur Internet Archive

### Entretiens Interviews
- 2017 : Mathias Germain, « Entretien avec Patrick Forterre : L'ancêtre commun à tous les êtres vivants était une cellule assez complexe », La Recherche, no 523,‎ mai 2017, p. 5-8.